# Villermain
Villermain település Franciaországban, Loir-et-Cher megyében. Lakosainak száma 388 fő (2022. január 1.). Villermain Baccon, Cravant, Lorges, Beauce-la-Romaine és Saint-Laurent-des-Bois községekkel határos.

## Népesség
A település népessége az elmúlt években az alábbi módon változott:
| Lakosok száma | 367  | 275  | 250  | 304  | 378  | 389  | 398  | 391  | 388  | 388  |
|               | 1968 | 1982 | 1990 | 2006 | 2013 | 2015 | 2017 | 2019 | 2020 | 2022 |